# Schostakowitsch-Halbinsel
Die Schostakowitsch-Halbinsel ist eine schneebedeckte Halbinsel im Süden der westantarktischen Alexander-I.-Insel. Sie liegt nördlich des Stravinsky Inlet und ragt in das Bach-Schelfeis hinein.
Das britische Directorate of Overseas Surveys kartierte sie in Zusammenarbeit mit dem United States Geological Survey anhand von Satellitenaufnahmen, welche die NASA zur Verfügung gestellt hatte. Das UK Antarctic Place-Names Committee benannte sie am 20. Dezember 1974 nach dem sowjetischen Komponisten Dmitri Schostakowitsch (1906–1975).